# Liber beneficiorum archidiecezji gnieźnieńskiej
Liber beneficiorum archidiecezji gnieźnieńskiej (także „Liber Beneficiorum Jana Łaskiego”) – utwór z gatunku liber beneficiorum poświęcony uposażeniu archidiecezji gnieźnieńskiej spisany w dwóch częściach z polecenia Jana Łaskiego na początku XVI wieku w latach 1511–1523. Stanowi jedno z najważniejszych źródeł piśmiennych do historii Wielkopolski .

## Historia
Dzieło powstało w wyniku uchwał synodu jaki odbył się w Piotrkowie Trybunalskim w latach 1510–1511, na którym duchowieństwo polskie dobrowolnie zobowiązało się do zasilenia skarbca państwowego funduszami w wysokości 40 tys. florenów. Fundusze te miały zostać przeznaczone za wykup z rąk prywatnych leżącego na terenie obecnej Ukrainy miasta Sambor wraz z okolicznymi wsiami w celu ufortyfikowania go przeciw Tatarom. Księgi beneficjów spisane zostały z polecenia Jana Łaskiego i często to on uważany jest mylnie za autora chociaż najprawdopodobniej sporządzili je kanonicy, skrybowie zatrudnieni w kancelarii arcybiskupiej, których pracę nadzorował oraz opłacał Jan Łaski. Dzieło miało opisać majętności oraz dochody kościelne w celu wyliczenia deklarowanej przez kościół sumy. Kwota ta w latach 1511–1519 przekazana została na ten cel do kasy państwowej .

## Opis
Dzieło spisane rękopiśmiennie jest manuskryptem spisanym w języku łacińskim i obejmuje dwa tomy oraz jeden fascykuł. Tom pierwszy in folio liczy 256 kart oprawionych w skórę. Oryginał dzieła wraz z fascykułem znajduje się w archiwum kapituły gnieźnieńskiej .

### Zawartość
Dzieło było opisem majętności archidiecezji gnieźnieńskiej oraz włości jakie posiadał kościół katolicki w różnych miejscowościach leżących w jej granicach. Najpierw opisywana była miejscowość, w której znajdowała się siedziba parafii. Opisane zostały stosunki własnościowe panujące w miastach i we wsiach. Dzieło wymieniało oprócz majętności kościelnych także znaczących posiadaczy ziemskich wywodzących się z lokalnej szlachty. Następnie opisywane były fakty dotyczące miejscowego kościoła oraz podlegające mu parafie wraz z uposażeniem .

## Znaczenie
Liber beneficiorum opisuje stosunki własnościowe w XVI wiecznej Polsce stanowiąc ważne źródło historyczne do badań nad ówczesną gospodarką; szczególnie w dziedzinie rolnictwa, rybołówstwa oraz pszczelarstwa. Do połowy XIX wieku stanowiło dokument prawny traktowany jako dowód w sporach sądowych dotyczących spraw majątkowych w Rzeczypospolitej Obojga Narodów, a po rozbiorach Polski także w Wielkim Księstwie Poznańskim znajdującym się w zaborze pruskim oraz Królestwie Polskim leżącym w zaborze rosyjskim .

## Wydania
Oba tomy ksiąg spisanych przez Łaskiego wydane zostały w XIX wieku w latach 1880–1881 w Gnieźnie przez Poznańskie Towarzystwo Przyjaciół Nauk w opracowaniu Jana Korytkowskiego:
- Tom 1: obejmujący Archidyakonaty: Gnieźnieński, Uniejowski i Kurzelowski: z poręki Towarzystwa Przyjaciół Nauk Poznańskiego podług kodeksów rękopiśmiennych Archiwum Gnieźnieńskiego i Kaliskiego” s. 1-333[2] ,
- T.2: obejmujący Archidyakonaty: Kaliski, Wieluński, Łowicki i Łęczycki: z poręki Towarzystwa Przyjaciół Nauk Poznańskiego podług kodeksów rękopiśmiennych Archiwum Gnieźnieńskiego i Kaliskiego, s. 334-719[3] .